# 31092 Carolowilhelmina
31092 Carolowilhelmina è un asteroide della fascia principale. Scoperto nel 1997, presenta un'orbita caratterizzata da un semiasse maggiore pari a 2,9849984 au e da un'eccentricità di 0,0891679, inclinata di 10,71129° rispetto all'eclittica.
L'asteroide è dedicato ai duchi di Brunswick-Bevern, Carlo I e Carlo Guglielmo Ferdinando.